# Ukulele
Ukulele, (/ˌjuːkəˈleɪliː/ EW-kə-LAY-lee; bắt nguồn từ tiếng Hawaiian: ʻukulele [ˈʔukuˈlɛlɛ]) đôi khi được gọi tắt là uke) là một nhạc cụ thuộc họ guitar, thường có 4 dây.
Đàn ukulele xuất hiện vào thế kỷ XIX như là một phiên bản Hawaii của cavaquinho, braguinha và rajao, các loại đàn ghi ta nhỏ được những người nhập cư Bồ Đào Nha đưa đến Hawaii. Nó trở nên phổ biến trên khắp nước Mỹ trong thế kỷ XX và từ đó phổ biến ra toàn thế giới.
Giai điệu và âm lượng của nhạc cụ này đa dạng với kích cỡ và cấu tạo khác nhau. Ukulele thường có bốn kích cỡ phù hợp với giọng nữ cao, giọng nam cao, giọng nam trung và phối hợp. (soprano, tenor, baritone và concert.)

## Lịch sử

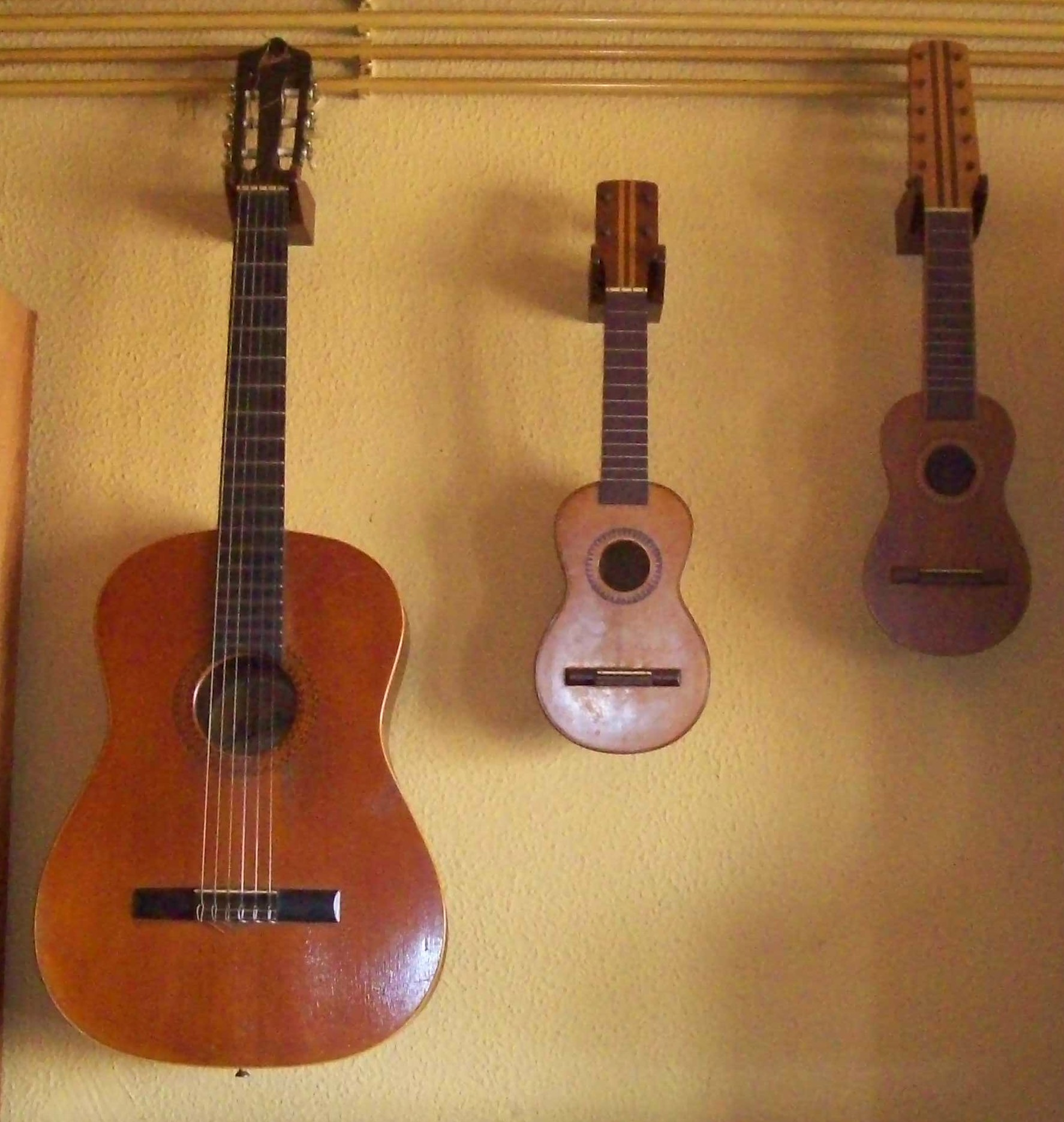
So sánh giữa các cây đàn guitar, ukulele và charango

Ukulele thường được liên hệ với âm nhạc từ Hawaii, nơi mà tên được dịch gần như là "ruồi nhảy", có lẽ là do sự di chuyển linh hoạt của ngón tay của người chơi. Legend cho rằng nó là biệt danh của anh chàng người Anh Edward William Purvis, một trong số các sĩ quan của Vua Kalākaua, vì kích thước nhỏ bé, phong cách thận trọng và tài chơi nhạc của anh này. Theo nữ hoàng Lili'uokalani, quốc vương Hawaii cuối cùng, cái tên này có nghĩa là "món quà đến đây", từ những từ Hawaii uku (quà tặng hay phần thưởng) và lele (sắp tới). Tuy nhiên, việc sử dụng thuật ngữ này có thể bắt nguồn từ năm 1810, trước khi Purvis ra đời.

### Mỹ

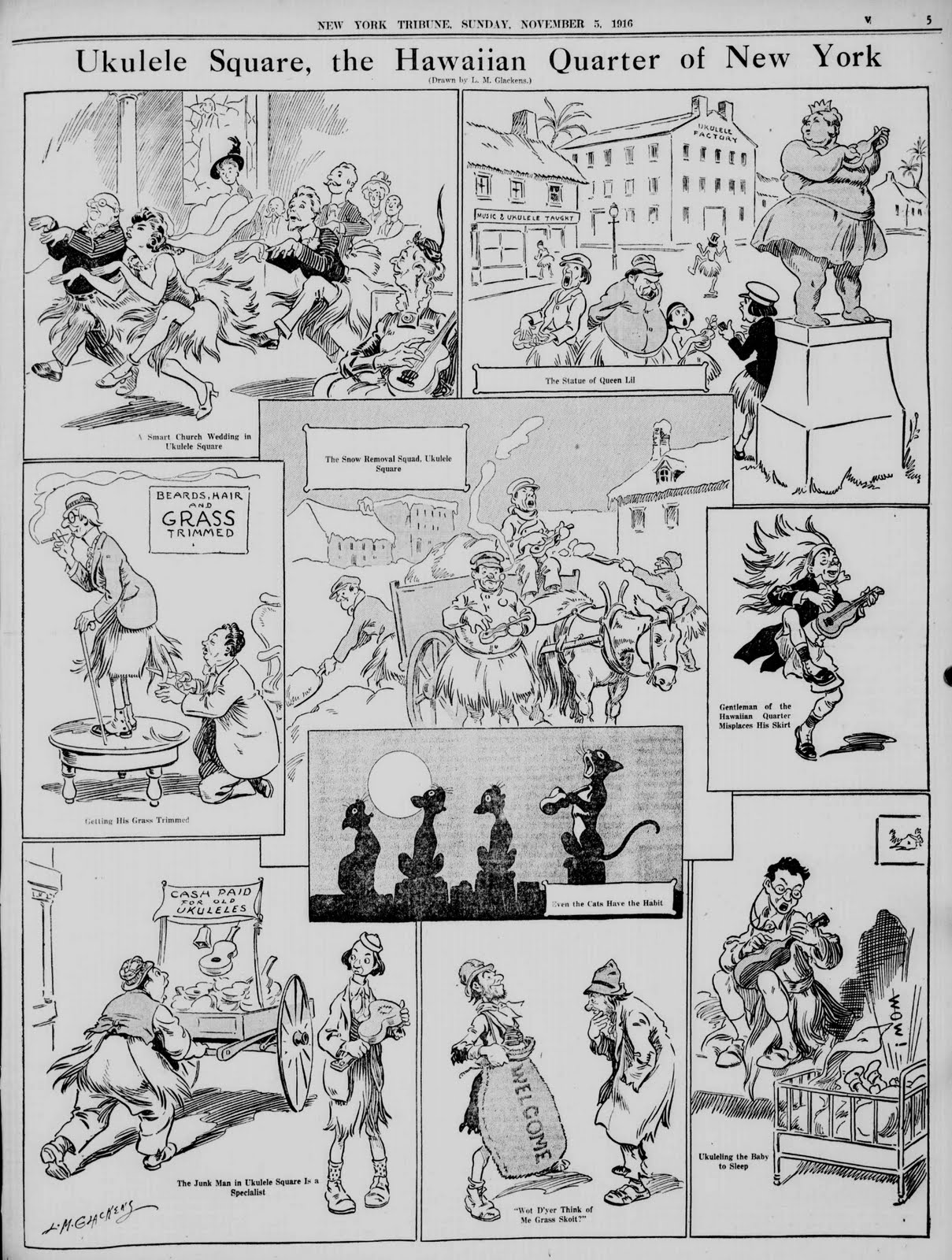
Truyện tranh năm 1916 của Louis M. Glackens mỉa mai phong trào chơi ukulele lúc đó.

#### Trước Chiến tranh thế giới thứ hai

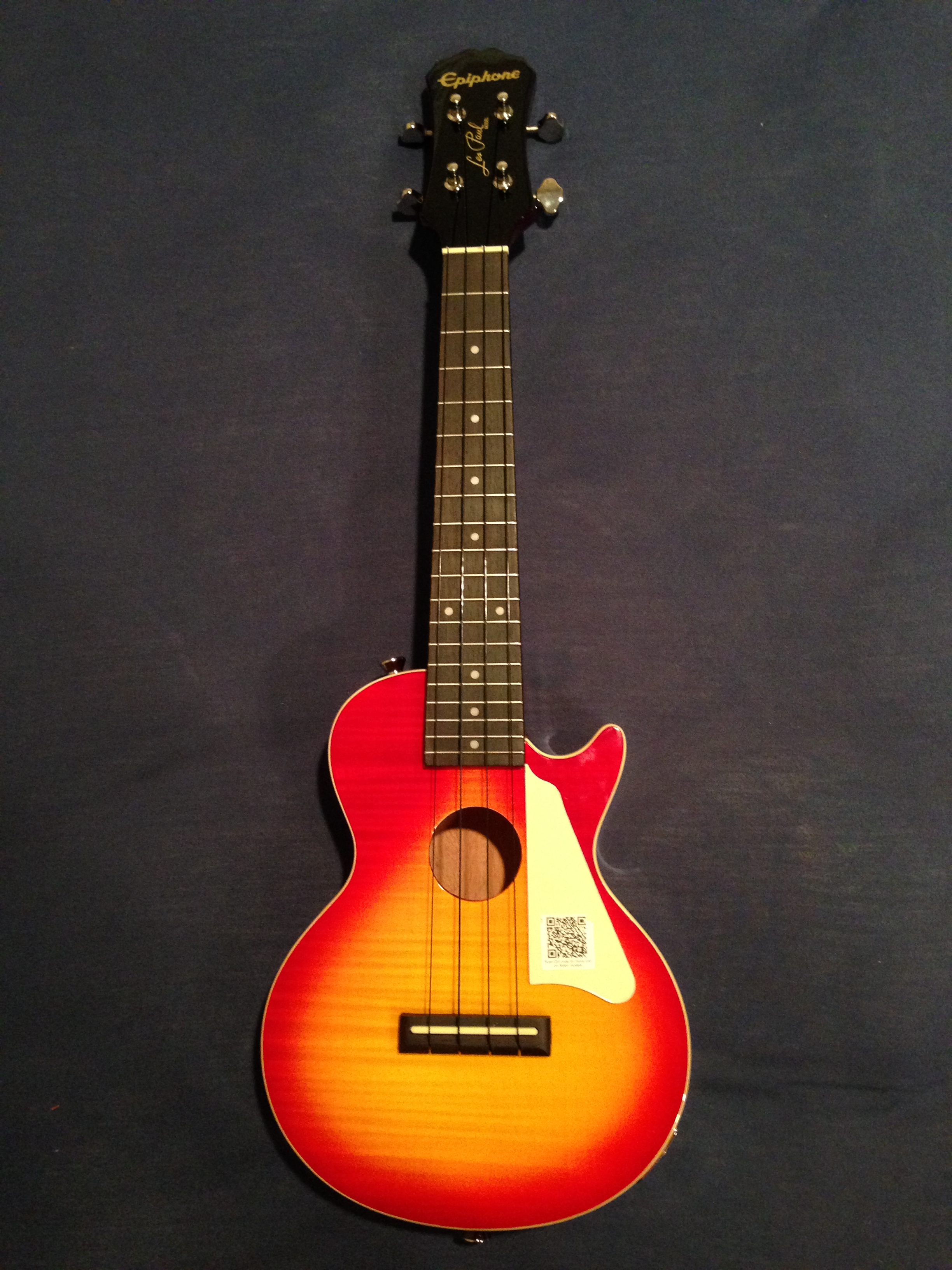
Đàn Ukulele điện dòng Acoustic

Ukulele đã được phổ biến rộng rãi cho một lượng khán giả tầm cỡ trong Triển lãm Quốc tế Panama-Thái Bình Dương, được tổ chức từ mùa xuân đến mùa thu năm 1915 tại San Francisco. Pavilion Hawaiian bao gồm một ban nhạc guitar và ukulele, George E. K. Awai và Tứ tấu Royal Hawaiian của mình, cùng với nhà sản xuất ukulele kiêm nhạc công Jonah Kumalae. Sự nổi tiếng của nhóm nhạc với khách viếng thăm đã tạo ra một thời kỳ cho các bài hát theo chủ đề Hawaii với nhạc sĩ kiêm sáng tác tại Tin Pan Alley. Nhóm nhạc cũng giới thiệu cả lap steel guitar và ukulele vào nhạc đại chúng ở Hoa Kỳ, nơi nó được các nghệ sĩ như Roy Smeck và Cliff "Ukulele Ike" Edwards biểu diễn.

## Nghe thử
| Tiếng dây ukulele Một đoạn âm thanh gảy bằng đàn ukulele Trục trặc khi nghe tập tin âm thanh này? Xem hướng dẫn . | Bản hene của Henry Kailimai Một đoạn nhạc bằng đàn ukulele – 327 kB Trục trặc khi nghe tập tin âm thanh này? Xem hướng dẫn . |